# George Grant Blaisdell

George Blaisdell (5 de junho de 1895 – 4 de outubro de 1978) foi um inventor americano conhecido por criar o Zippo isqueiro, baseado em um isqueiro austríaco em 1933. Na década de 1940, George comprou edifícios que possibilitaram a criação de uma fábrica capaz de produzir o isqueiro Zippo.

## Infância e educação
Blaisdell abandonou a escola na quinta série, o que levou seu pai a enviá-lo para uma academia militar. Frequentou a academia até sua súbita expulsão três anos depois. Assim, estudou apenas até a oitava série. Posteriormente, trabalhou para a empresa familiar, a Blaisdell Machinery Company.

## Ligação familiar na publicidade
Os anúncios da Zippo da época frequentemente traziam as iniciais PCB ou SGB gravadas nas ilustrações de isqueiros Zippo. Essas iniciais eram uma homenagem aos pais de George, Philo C Blaisdell e Sarah Grant Blaisdell.

## Morte
George faleceu em 4 de outubro de 1978, em Miami Beach aos 83 anos. Após sua morte, suas filhas Sarah B. Dorn e Harriet B. Wick assumiram o controle da empresa.